# Copa Mundial de Fútbol Playa 2004
La Copa Mundial de Fútbol Playa 2004 fue la décima edición de este torneo invitacional de fútbol playa realizado en Copacabana, Brasil y que contó con la participación de 12 selecciones nacionales de Europa y América, 4 selecciones más que en la edición anterior.
Brasil venció en la final a España otra vez para ganar el título por novena ocasión, siendo ésta la última edición en la que el torneo sería invitacional debido a que a partir de la edición del 2005 el torneo será organizado por la FIFA.

## Participantes
| - Alemania - Suiza - Italia - Francia | - Portugal - Bélgica - España - Perú | - Uruguay - Argentina - Estados Unidos - Brasil |

## Fase de grupos

### Grupo A
| Nación   | Pts. | J | G | E | P | GF | GC | GD  |
| -------- | ---- | - | - | - | - | -- | -- | --- |
| Brasil   | 6    | 2 | 2 | 0 | 0 | 22 | 2  | 20  |
| Suiza    | 3    | 2 | 1 | 0 | 1 | 5  | 12 | -7  |
| Alemania | 0    | 2 | 0 | 0 | 2 | 2  | 13 | -11 |

| Equipo 1 | Resultado | Equipo 2 |
| -------- | --------- | -------- |
| Alemania | 2-10      | Brasil   |
| Suiza    | 3-0       | Alemania |
| Brasil   | 12-2      | Suiza    |

### Grupo B
| Nación  | Pts. | J | G | E | P | GF | GC | GD |
| ------- | ---- | - | - | - | - | -- | -- | -- |
| Italia  | 6    | 2 | 2 | 0 | 0 | 5  | 3  | 2  |
| Francia | 3    | 2 | 1 | 0 | 1 | 10 | 7  | 3  |
| Perú    | 0    | 2 | 0 | 0 | 2 | 5  | 10 | 5  |

| Equipo 1 | Resultado | Equipo 2 |
| -------- | --------- | -------- |
| Italia   | 3-2       | Francia  |
| Perú     | 1-2 (p)   | Italia   |
| Francia  | 8-4       | Perú     |

### Grupo C
| Nación   | Pts. | J | G | E | P | GF | GC | GD  |
| -------- | ---- | - | - | - | - | -- | -- | --- |
| Portugal | 6    | 2 | 2 | 0 | 0 | 17 | 2  | 15  |
| Uruguay  | 3    | 2 | 1 | 0 | 1 | 7  | 9  | -2  |
| Bélgica  | 0    | 2 | 0 | 0 | 2 | 5  | 18 | -13 |

| Equipo 1 | Resultado | Equipo 2 |
| -------- | --------- | -------- |
| Uruguay  | 6-4       | Bélgica  |
| Bélgica  | 1-12      | Portugal |
| Portugal | 5-1       | Uruguay  |

### Grupo D
| Nación         | Pts. | J | G | E | P | GF | GC | GD |
| -------------- | ---- | - | - | - | - | -- | -- | -- |
| España         | 6    | 2 | 2 | 0 | 0 | 10 | 2  | 8  |
| Argentina      | 3    | 2 | 1 | 0 | 1 | 6  | 8  | -2 |
| Estados Unidos | 0    | 2 | 0 | 0 | 2 | 2  | 8  | -6 |

| Equipo 1       | Resultado | Equipo 2       |
| -------------- | --------- | -------------- |
| Estados Unidos | 0-4       | España         |
| Argentina      | 4-2       | Estados Unidos |
| España         | 6-2       | Argentina      |

## Fase final

### Cuartos de final
| Equipo 1 | Resultado | Equipo 2  |
| -------- | --------- | --------- |
| Brasil   | 7-2       | Argentina |
| Portugal | 6-3       | Francia   |
| España   | 5-4       | Suiza     |
| Italia   | 4-1       | Uruguay   |

### Semifinales
| Equipo 1 | Resultado | Equipo 2 |
| -------- | --------- | -------- |
| Brasil   | 7-2       | Portugal |
| España   | 3-1       | Italia   |

### Tercer lugar
| Equipo 1 | Resultado | Equipo 2 |
| -------- | --------- | -------- |
| Portugal | 5-1       | Italia   |

### Final
| Equipo 1 | Resultado | Equipo 2 |
| -------- | --------- | -------- |
| España   | 4-6       | Brasil   |

## Campeón
| Copa Mundial de Fútbol Playa 2004 |
| --------------------------------- |
| Bandera de Brasil                 |
| Brasil 9º Título                  |

## Premios

### Goleador
| Pos. | Nombre | Goles |
| ---- | ------ | ----- |
| 1    | Madjer | 12    |

### Mejor Jugador
| Nombre   |
| -------- |
| Jorginho |

### Mejor Portero
| Nombre          |
| --------------- |
| Roberto Valeiro |